# 이와사키 나쓰미
이와사키 나쓰미(일본어: 岩崎 夏海 이와사키 나쓰미[*], 1968년 7월 22일 ~ )는 일본의 소설가이자 방송 작가이다. 도쿄도 히노시 출신. 도쿄예술대학 건축과 졸업후, 아키모토 야스시를 사사.
방송 작가로서 톤넬스의 여러분 덕분입니다, 다운다운 곳츠에에칸지 등, 텔레비전 방송 제작에 참가한 후, 게임과 웹 콘텐츠 개발회사를 거쳐 작가로서 활동하기 시작한다.
2009년 12월, 작가로서 첫 작품인 《만약 고교야구의 여자 매니저가 드러커의 《매니지먼트》를 읽었다면》을 발매한 후 밀리언셀러에 등극. AKB48의 마에다 아쓰코가 주연을 맡은 영화판이 개봉됐다.

## 논문
- 국립정보연구소 등록 논문 - 국립정보학연구소